# Eophileurus heyrovskyi
Eophileurus heyrovskyi är en skalbaggsart som beskrevs av Kral och Strnad 1992. Eophileurus heyrovskyi ingår i släktet Eophileurus och familjen Dynastidae. Inga underarter finns listade i Catalogue of Life.